# Klepp
Klepp ist eine Kommune im norwegischen Fylke Rogaland. Die Kommune hat 21.186 Einwohner (Stand: 1. Januar 2025) und liegt südlich der Stadt Stavanger. Verwaltungssitz ist die Ortschaft Kleppe.

## Geografie

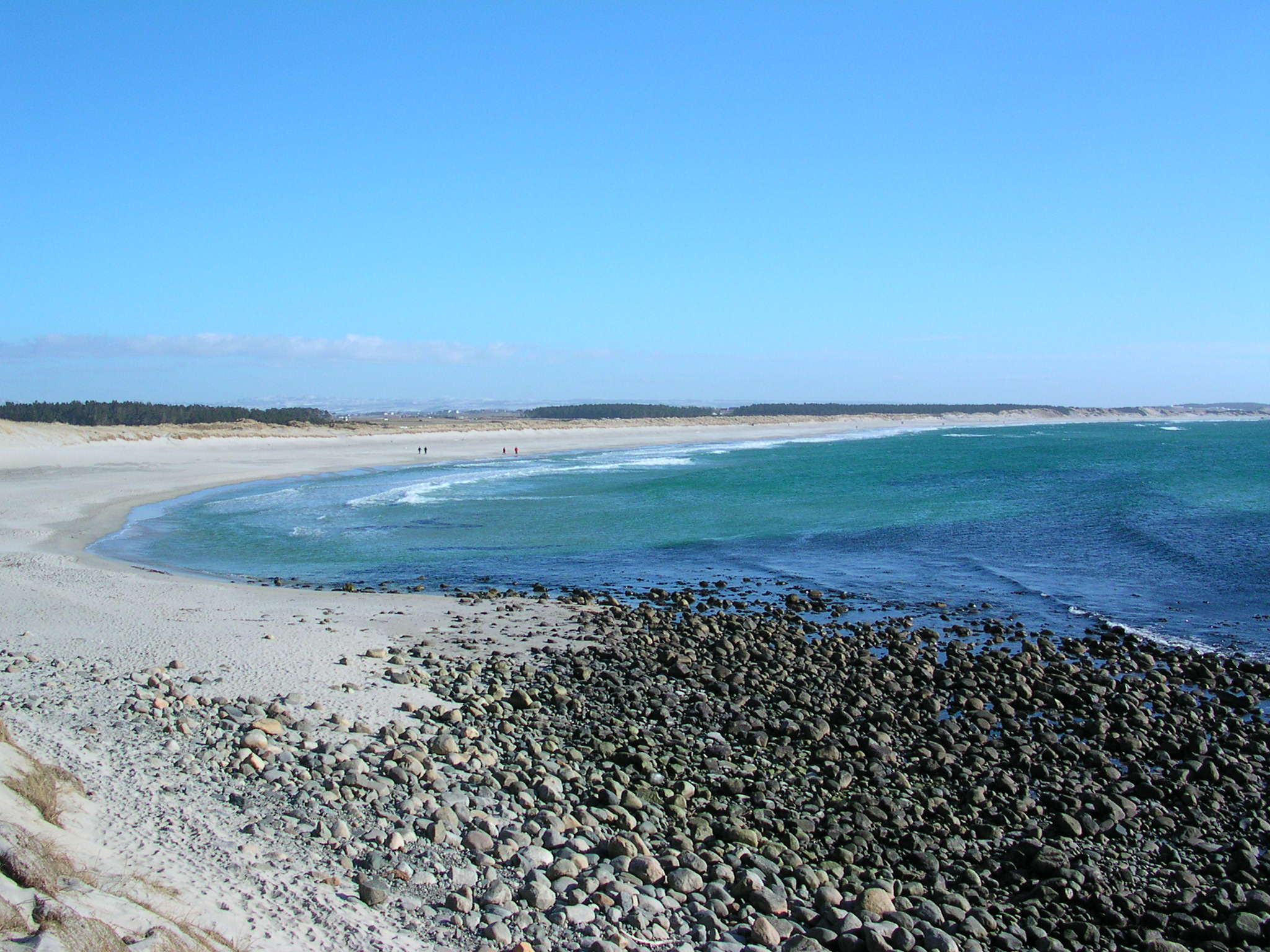
Strand in Klepp

Klepp liegt an der norwegischen Südwestküste in der Landschaft Jæren. Die Gemeinde grenzt an Sola und Sandnes im Norden, Time im Osten sowie an Hå im Süden. Nahe der Westküste liegt der See Orrevatnet. Auf der Grenze zu Time liegt das Frøylandsvatnet. Die Erhebung Tinghaug stellt mit einer Höhe von 102,17 moh. den höchsten Punkt der Kommune Klepp dar.
Entlang der Küste befinden sich Dünen. Vor allem im südlicheren Gemeindegebiet ist Sand auch weiter im Landesinneren vorzufinden. Zur Vorbeugung von weiterer Sandflucht wurden die Dünen unter anderem mit Strandhafer bepflanzt. Am westlichsten Punkt der Kommune erstreckt sich das Jærens Rev, eine für die Schifffahrt gefährliche Sandbank. Sie hatte jahrhundertelang einen Ruf als Schiffsfriedhof.

## Einwohner
Die Siedlungen liegen über das Gemeindeareal verteilt. Die Einwohnerzahlen stiegen nach dem Ende des Zweiten Weltkriegs stark an. Von 1945 bis 2017 vervierfachte sich die Zahl der in Klepp ansässigen Personen. In der Gemeinde liegen mehrere sogenannte Tettsteder, also mehrere Ansiedlungen, die für statistische Zwecke als eine städtische Siedlung gewertet werden. Vollständig in Klepp liegen Pollestad mit 818 und Kleppe/Verdalen mit 9922 (Stand: 1. Januar 2024) Einwohnern. Vom Tettsted Bryne leben 2133 der insgesamt 13.312 Einwohner und von Kvernaland 4394 der 7959 Einwohner in der Kommune Klepp. Die restlichen Einwohner zählen jeweils zur Nachbargemeinde Time.
Die Einwohner der Gemeinde werden Kleppsbu genannt. Offizielle Schriftsprache ist wie in vielen Kommunen in Rogaland Nynorsk, die weniger weit verbreitete der beiden norwegischen Sprachformen.
| Jahr          | 1986   | 1990   | 1995   | 2000   | 2005   | 2010   | 2015   | 2020   | 2025   |
| ------------- | ------ | ------ | ------ | ------ | ------ | ------ | ------ | ------ | ------ |
| Einwohnerzahl | 11.358 | 11.788 | 12.605 | 13.789 | 14.536 | 16.918 | 18.741 | 19.588 | 21.186 |

## Geschichte

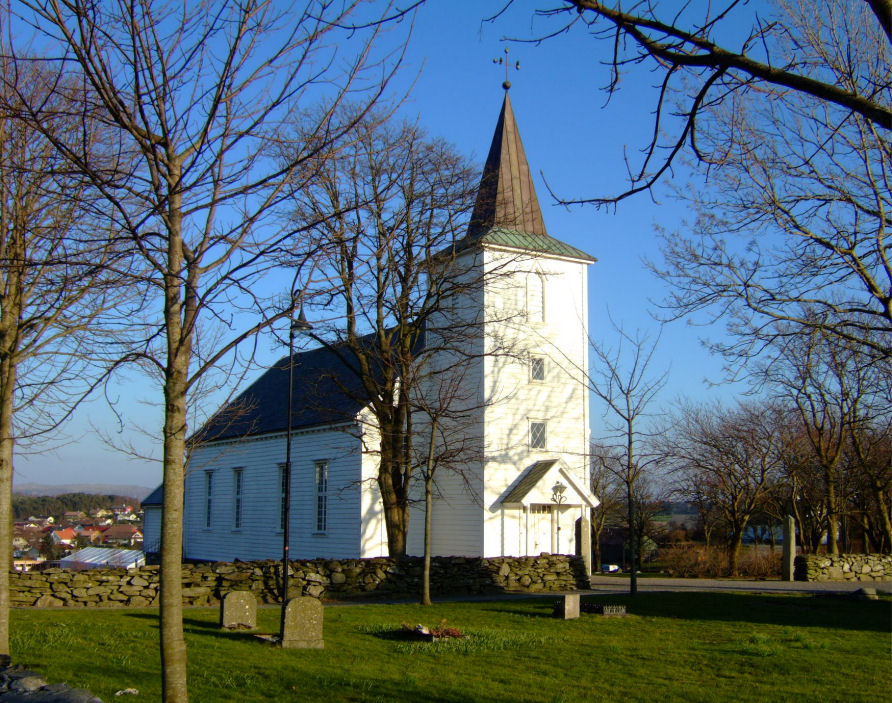
Die Kirche in Kleppe

Die Kommunengrenzen blieben seit der Gründung im Rahmen der Einführung der lokalen Selbstverwaltung im Jahr 1837 unverändert. Eine Zusammenlegung von Klepp mit Hå und Time wurde 2016 in einer Abstimmung von den Einwohnern der Kommunen Klepp und Hå abgelehnt und schließlich auch nicht durchgeführt. In Klepp gibt es viele historische Funde, unter anderem aus der Steinzeit und der Bronzezeit.
In der Kommune Klepp liegen mehrere Kirchen. Die Klepp kyrkje ist eine Holzkirche aus dem Jahr 1846. Aus der Zeit um 1250 stammt die Orre gamle kyrkje.

## Wirtschaft und Infrastruktur

### Verkehr
Durch Klepp führen mehrere Fylkesveier. Der Fylkesvei 44 verbindet Bryne mit Kleppe und verläuft von dort weiter in den Nordosten. Etwas außerhalb der Kommune geht die Straße in den Riksvei 444 über, der die Verbindung nach Sandnes und Stavanger herstellt. Von der Ortschaft Kleppe aus führt auch der Fylkesvei 510 über die Kommune Sola Richtung Stavanger. An der Strecke liegt auch der Flughafen Stavanger. Am östlichen Gemeinderand verläuft westlich des Sees Frøylandsvatnet die Bahnlinie Sørlandsbanen durch Klepp. Der Bahnstation Klepp wurde 1878 im Zuge der Fertigstellung der Strecke Jærbanen eröffnet. Sie liegt etwa 25 Kilometer von Stavanger entfernt. Für die Seefahrt wurde 1859 der Leuchtturm Feistein fyr in Betrieb genommen. 1988 erfolgte seine Automatisierung.

### Wirtschaft

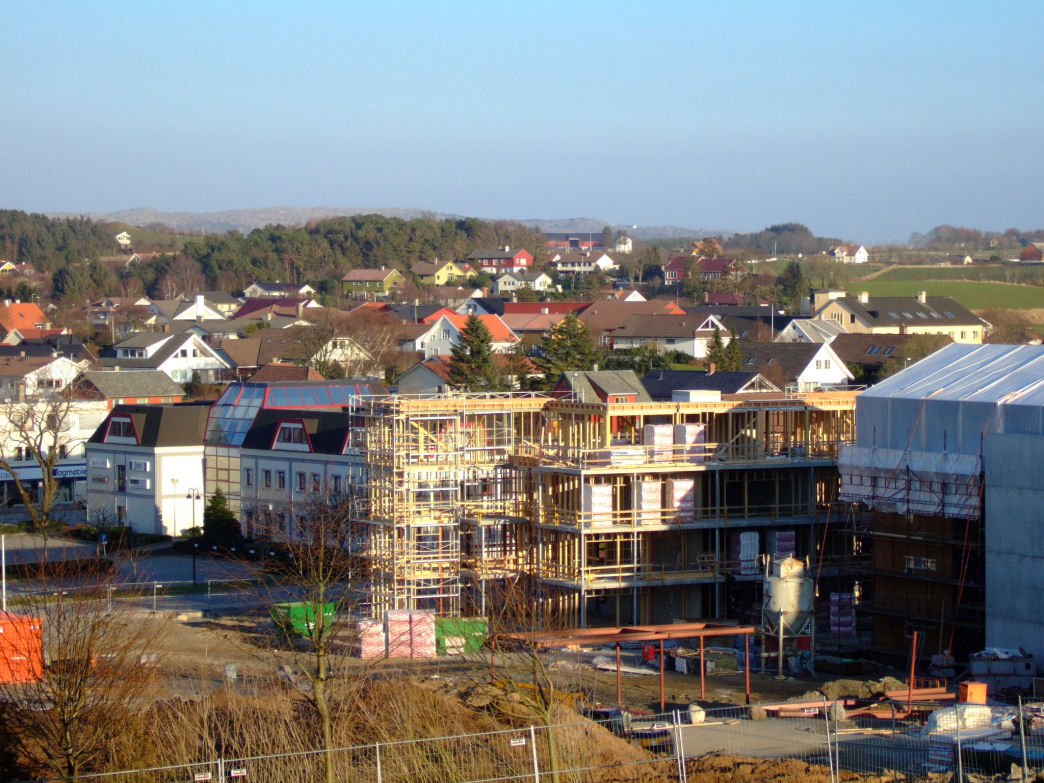
Klepp, 2007

Die Landwirtschaft hat für Klepp eine größere wirtschaftlichere Bedeutung. Etwa zwei Drittel der Fläche werden agrarisch genutzt. Klepp ist die Kommune Rogalands mit der größten für Getreideanbau verwendeten Fläche. Auch im Bereich des Anbaus von Kartoffeln und Gemüse gehört Klepp zu den führenden Kommunen der Region. Neben dem Ackerbau wird das Areal vor allem für die Tierhaltung in Form von Wiesen und Weiden genutzt. In der Gemeinde befinden sich mehrere Versuchsstationen im Bereich der landwirtschaftlichen Forschung. Auch die Industrie ist nahe mit der Landwirtschaft verbunden. Die Herstellung und Reparatur von Landmaschinen macht neben der Lebensmittelproduktion einen großen Teil der industriellen Tätigkeit in der Kommune aus. Ein bedeutendes in der Kommune ansässiges Unternehmen der Landmaschinenbranche ist Kverneland. Lokale Handelszentren für die Bewohner der Kommune sind Kleppe und Bryne.
Viele Einwohner pendeln zu Arbeitsplätzen außerhalb der Gemeinde. Im Jahr 2020 arbeiteten von etwa 10.400 Arbeitstätigen lediglich etwa 3700 in Klepp selbst. Jeweils über 1000 Personen pendelten in die Kommunen Sandnes, Stavanger und Time.

## Wappen
Das seit 1972 offizielle Wappen der Kommune zeigt ein Goldkreuz auf blauem Hintergrund. Es soll das Steinkreuz des Krosshaugs darstellen.

## Persönlichkeiten
- Frederik Diderik Sechmann Fleischer (1783–1849), dänisch-norwegischer Kaufmann
- Borgen Bøe (1908–1941), Widerstandskämpfer gegen die nationalsozialistische Besatzung
- Torgjer Kleppe (* 1952), Automobilrennfahrer
- Bjørg Storhaug (* 1962), Fußballspielerin
- Narve Gilje Nordås (* 1998), Mittel- und Langstreckenläufer